# Zdravko Kovačević
Zdravko Kovačević (srbsky: Здравко Ковачевић; * 6. srpna 1984 Janošik) je srbský fotbalový obránce či záložník, naposled působící v arménském týmu FC Ararat Jerevan.

## Fotbalová kariéra
Odchovanec Crvene Zvezdy Bělehrad přišel do Zbrojovky Brno v roce 2010 z třetiligového srbského Hajduku Bělehrad. V den svých 26. narozenin debutoval v nejvyšší soutěži ČR v domácím utkání proti Slavii Praha (prohra 2:3), odehrál posledních 17 minut, když vystřídal Andreje Hodka. Nedlouho poté se však zranil, klub se jeho služeb vzdal a Kovačević se vrátil do Hajduku Bělehrad.
Další prvoligový start si připsal 9. listopadu 2013 v srbské nejvyšší soutěži v dresu OFK Bělehrad, odehrál poslední minutu domácího utkání proti FK Jagodina (výhra 3:2).
Na podzim 2014 nastoupil k 9 utkáním nejvyšší arménské soutěže v dresu FC Ararat Jerevan.
V sezonách 2007/08 a 2008/09 nastupoval za Hajduk Bělehrad ve 2. nejvyšší srbské soutěži (43 starty / 2 branky), v téže soutěži si připsal i tři starty v dresu Radnički Nova Pazova na jaře 2013.

## Ligová bilance
| Ročník                    | Zápasy | Góly | Minuty | Klub              |
| ------------------------- | ------ | ---- | ------ | ----------------- |
| Gambrinus liga 2010/11    | 1      | 0    | 17     | FC Zbrojovka Brno |
| Srbská Superliga 2013/14  | 1      | 0    | 1      | OFK Bělehrad      |
| Bardsragujn chumb 2014/15 | 9      | 0    | 723    | FC Ararat Jerevan |
| CELKEM 1. LIGA            | 11     | 0    | 741    |                   |